# Conobea aquatica
Conobea aquatica är en grobladsväxtart som beskrevs av Jean Baptiste Christophe Fusée Aublet. Conobea aquatica ingår i släktet Conobea och familjen grobladsväxter. Inga underarter finns listade i Catalogue of Life.